# Ужгород (станція)
Ужгород — позакласна, сортувальна, головна залізнична станція Ужгородської дирекції Львівської залізниці на електрифікованій лінії Самбір — Чоп. Розташована в обласному центрі Закарпатської області. За 3 км південніше станції відгалужується лінія до прикордонної станції Павлове, далі — у напрямку Словаччини. За ~300 м від вокзалу розташований міжміський автовокзал (на проспекті Свободи). 

## Історія
Станція відкрита 28 серпня 1872 року в складі залізниці Ужгород — Чоп, завдяки якій Ужгород оразу ж отримав сполучення із Віднем та Будапештом.
У 1893 році прокладена залізниця від Ужгорода до Великого Березного.
У 1968 році станція електрифікована постійним струмом (=3 кВ) в складі лінії Самбір — Чоп завдовжки 218 км.

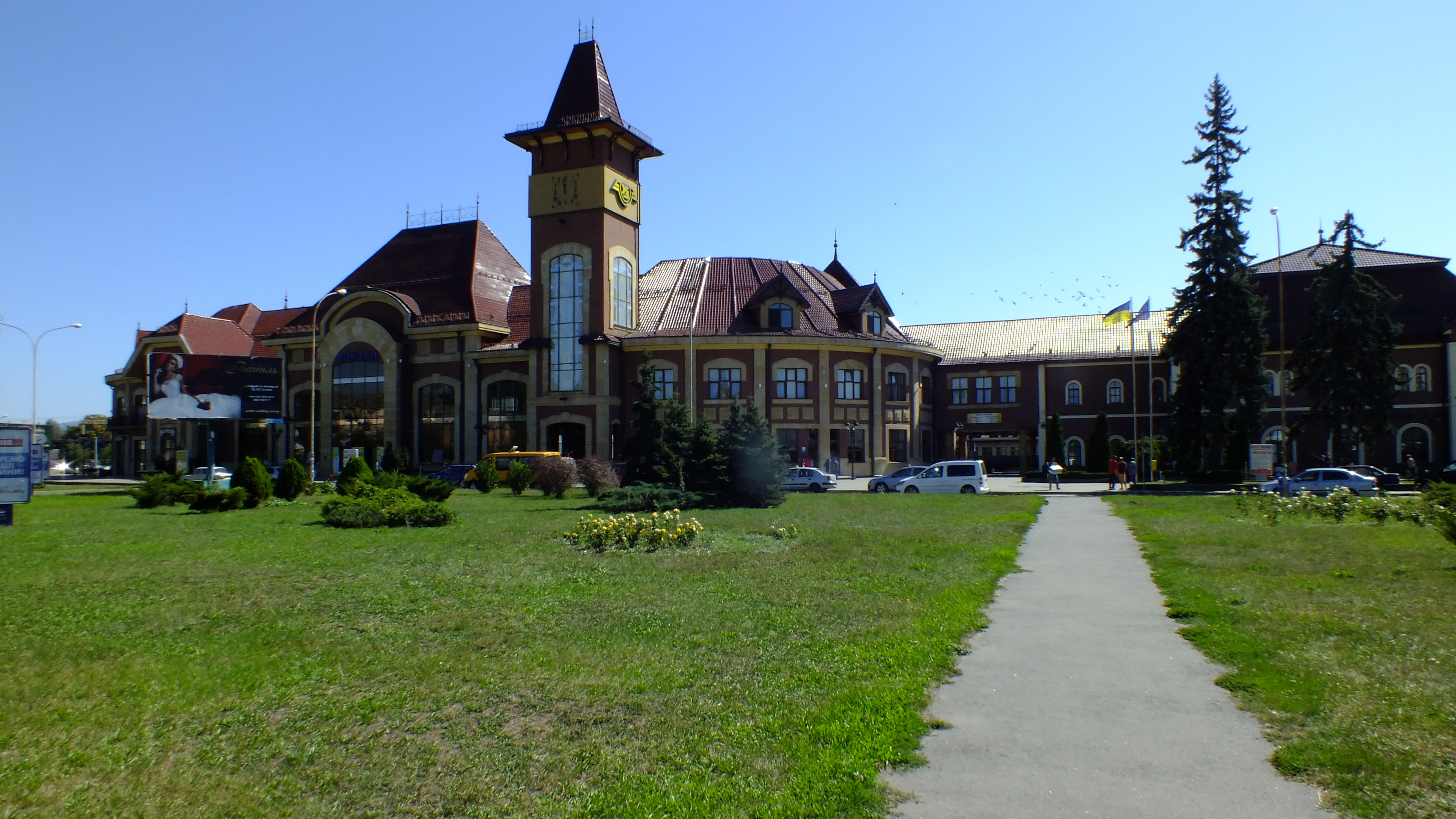
Вокзал станції Ужгород
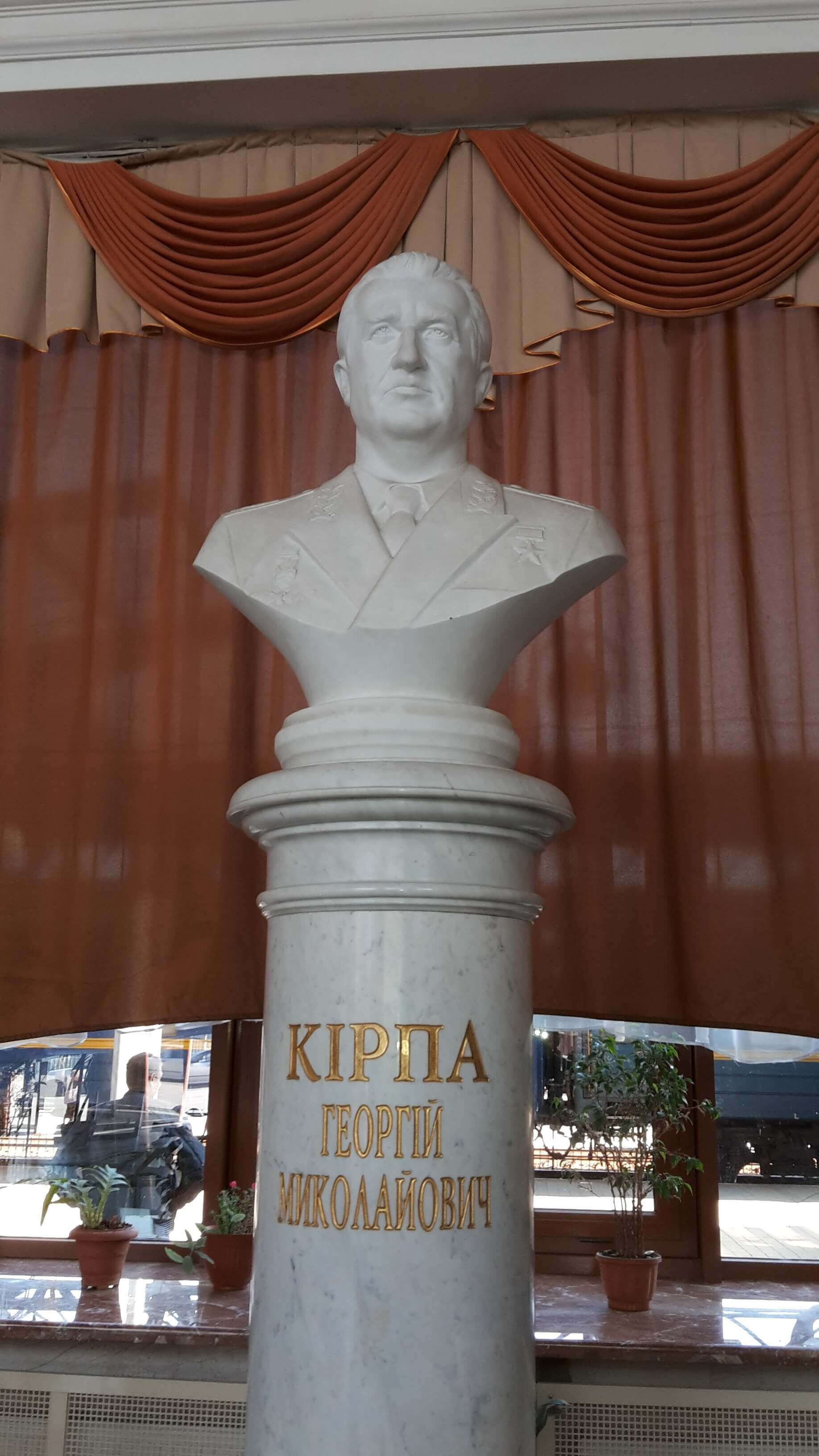
Погруддя Георгія Кірпи
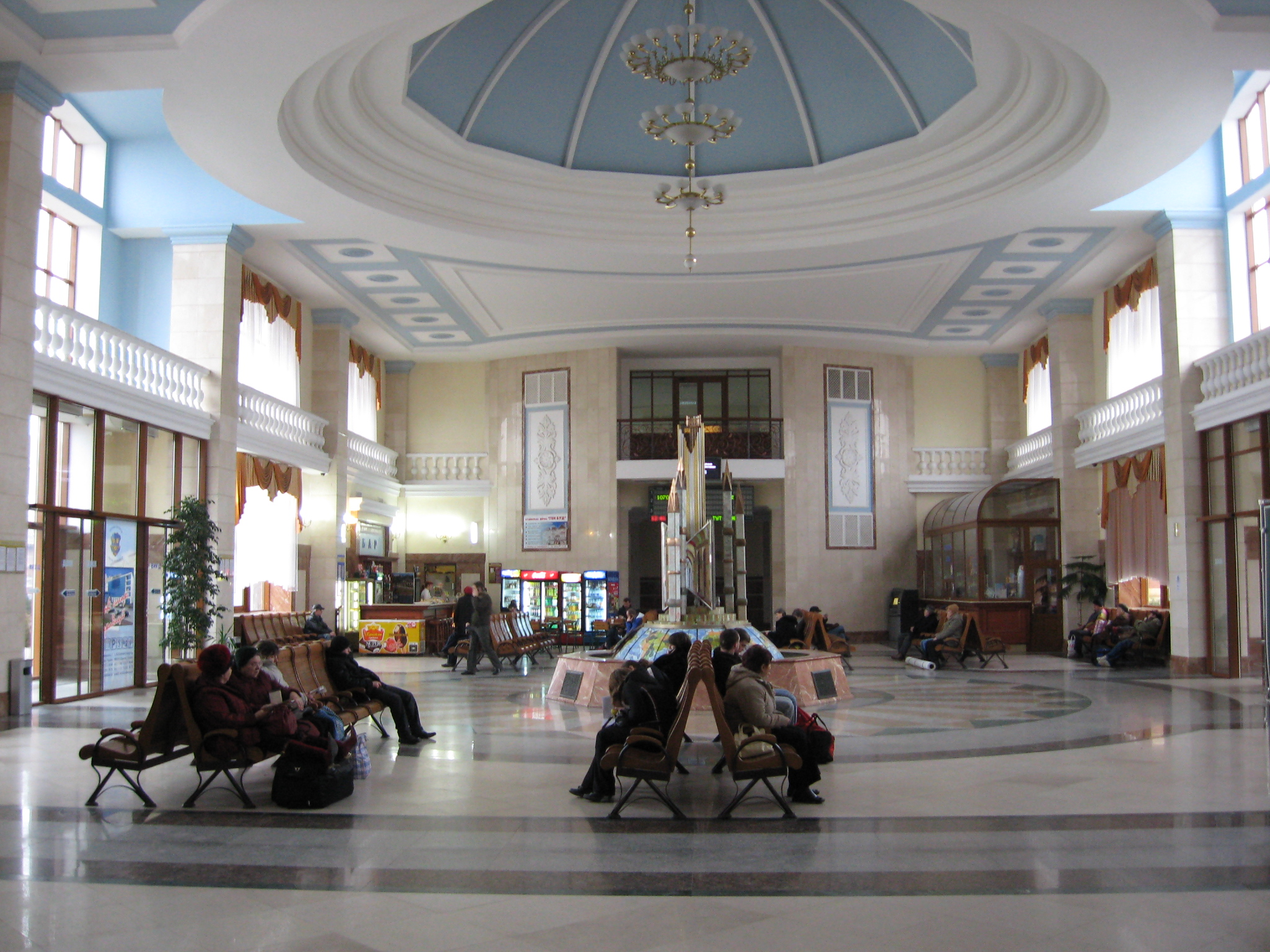
Зал чекання
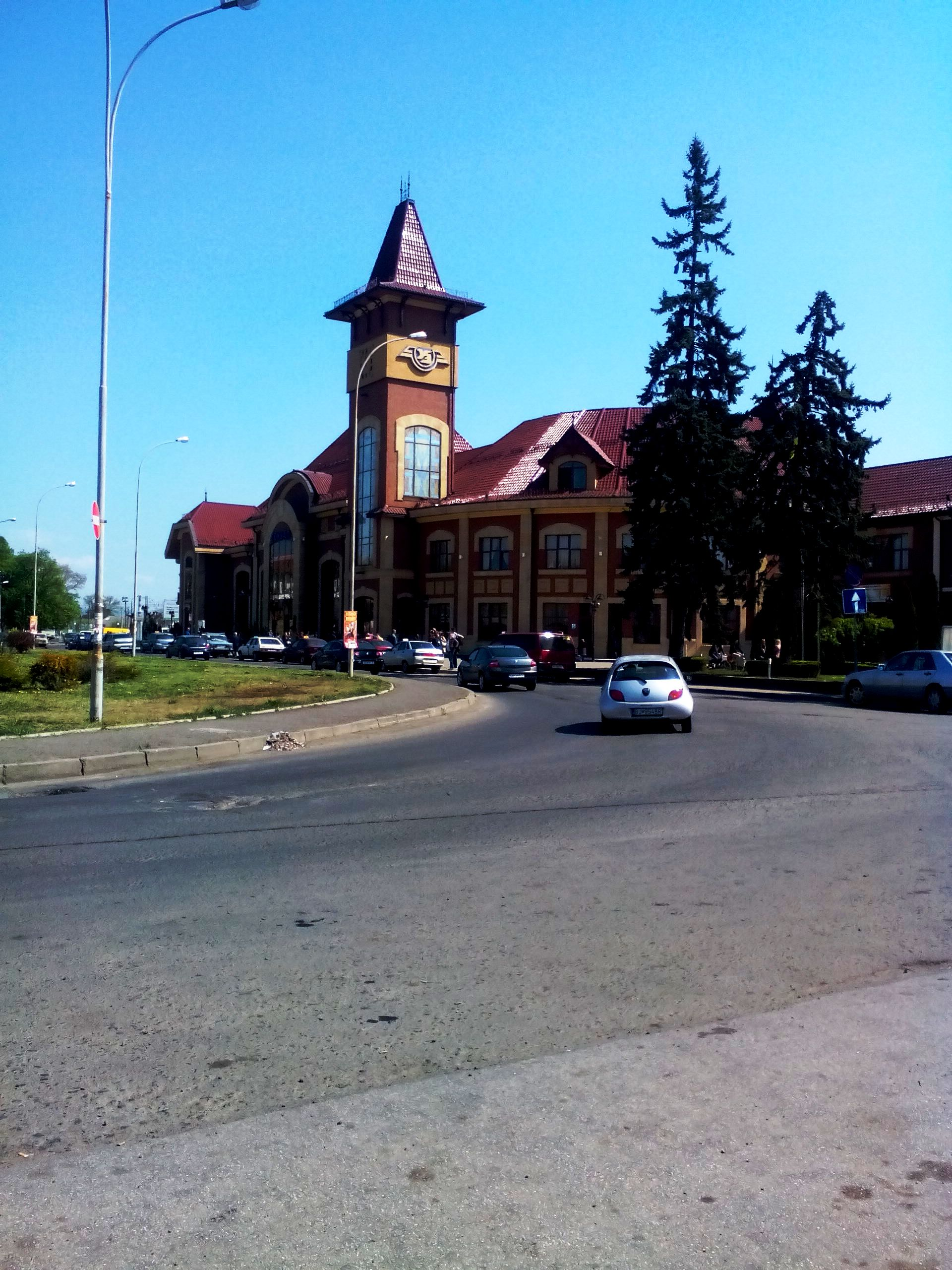
Краєвид з вулиці Станційної
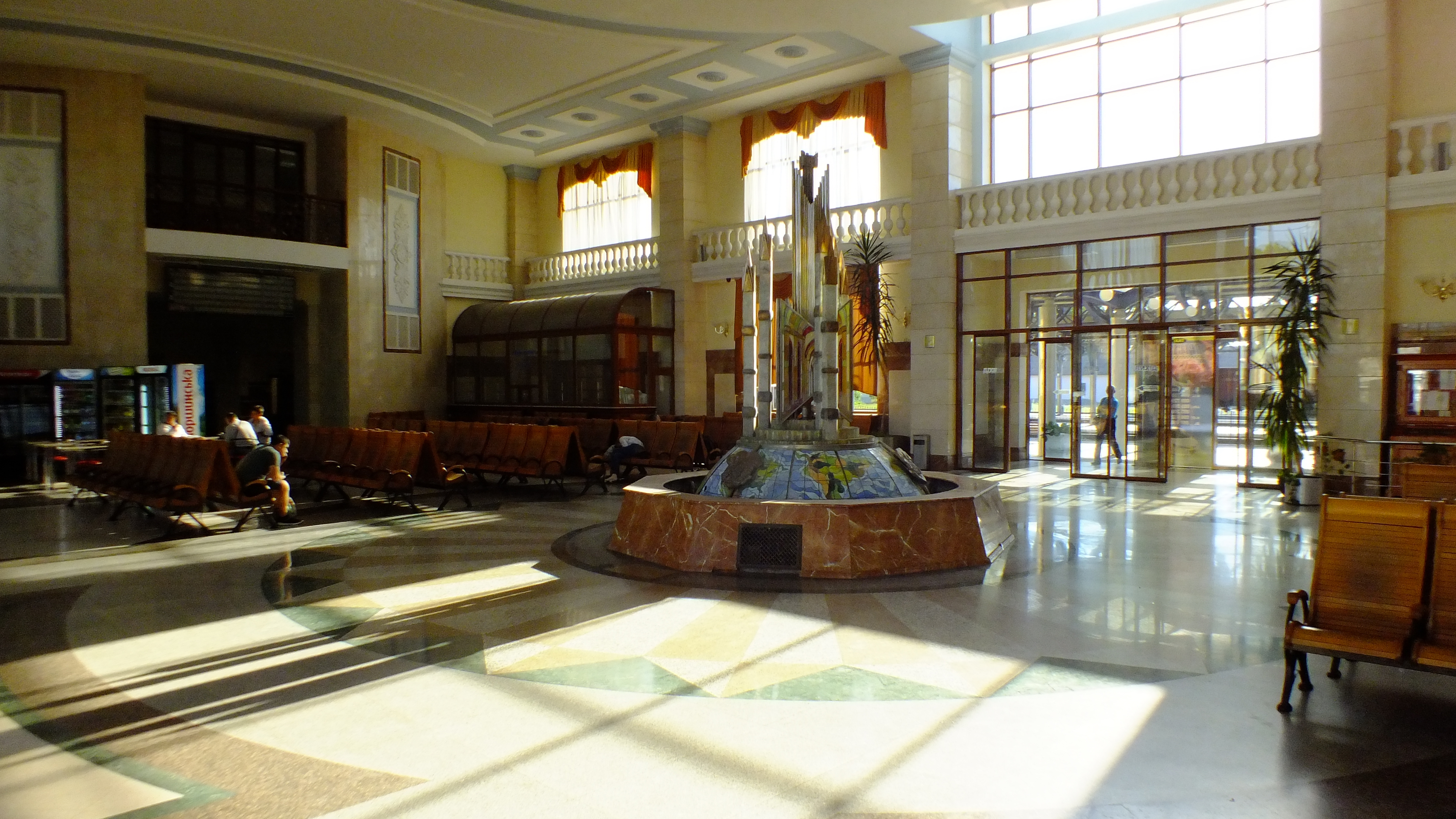
Центральний зал вокзалу
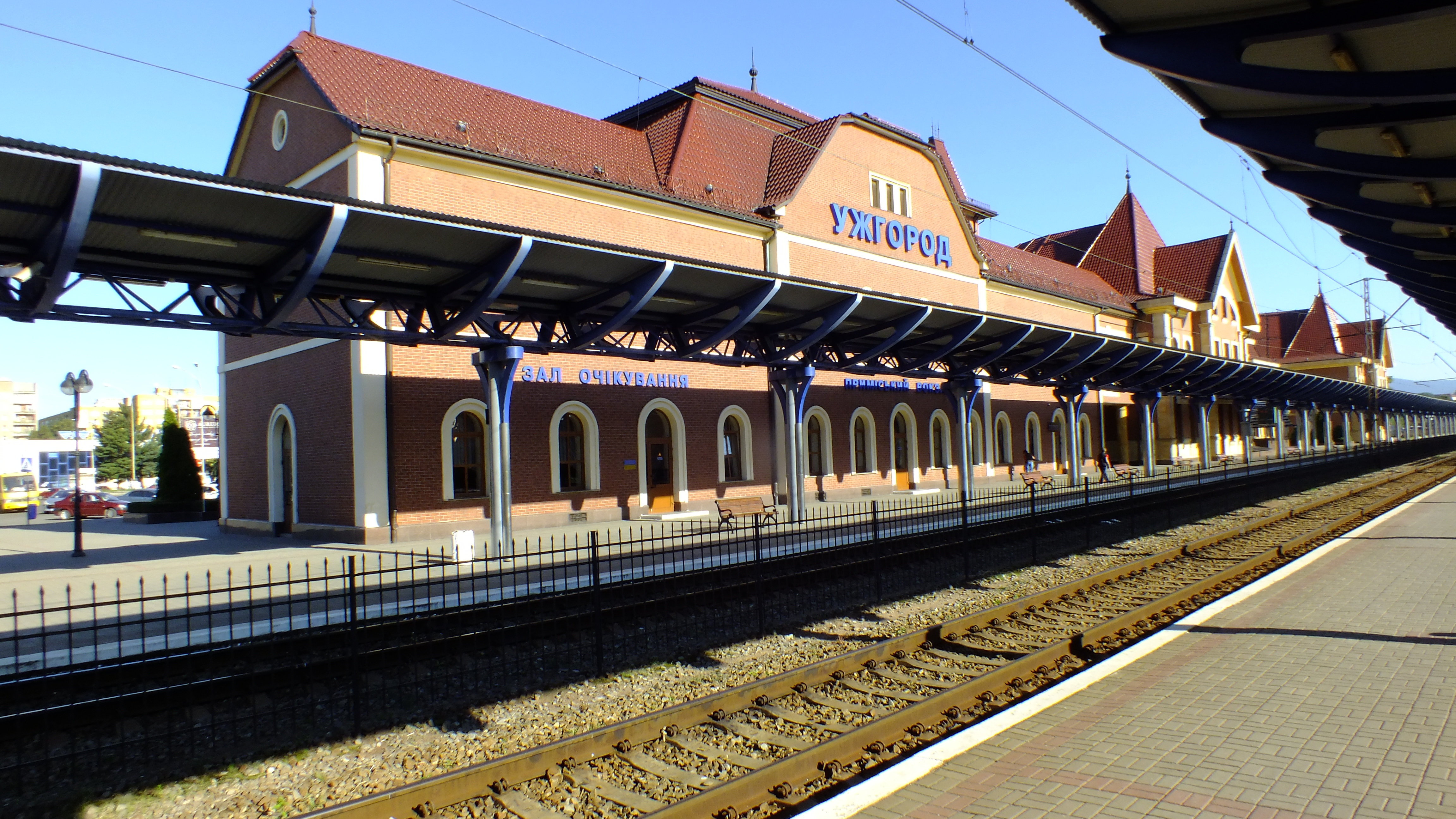
Краєвид з платформ

У 2004 році, за часів очільника «Укрзалізницею» Георгія Кірпи, відбулася реконструкція залізничного вокзалу в місті Ужгороді, яка обійшлася бюджету у 180 млн ₴. Стара будівля вокзалу в Ужгороді була побудована 1905 року і не відповідала сучасним вимогам. В залі чекання вокзалу облаштований меморіал, присвячений Герою України Георгію Кірпи, в центрі експозиції встановлено його погруддя. У шафі під склом зберігаються особисті речі колишнього міністра, в тому числі одна з найвищих нагород — оригінальний  орден «Герой України».
На честь Георгія Кірпи названі:
- площа перед залізничним вокзалом у місті Ужгороді[2];
- з 20 липня 2006 року курсує регіональний електропоїзд «Георгій Кірпа» за маршрутом Львів — Ужгород[3].

## Пасажирське сполучення
Станція Ужгород є кінцевою для всіх пасажирських поїздів далекого сполучення, за винятком нічного швидкого поїзда № 59/60 сполученням Київ — Чоп, а для деяких приміських електропоїздів є транзитним пунктом.
З 11 грудня 2016 року через день призначено нічний експрес «Мрія» сполученням Харків — Ужгород через Полтаву, Миргород, Київ, Львів, який прямує за одну ніч через всю країну (нині курсує під іменною назвою — «Сковорода-Експрес»).

Поїзди на станції Ужгород
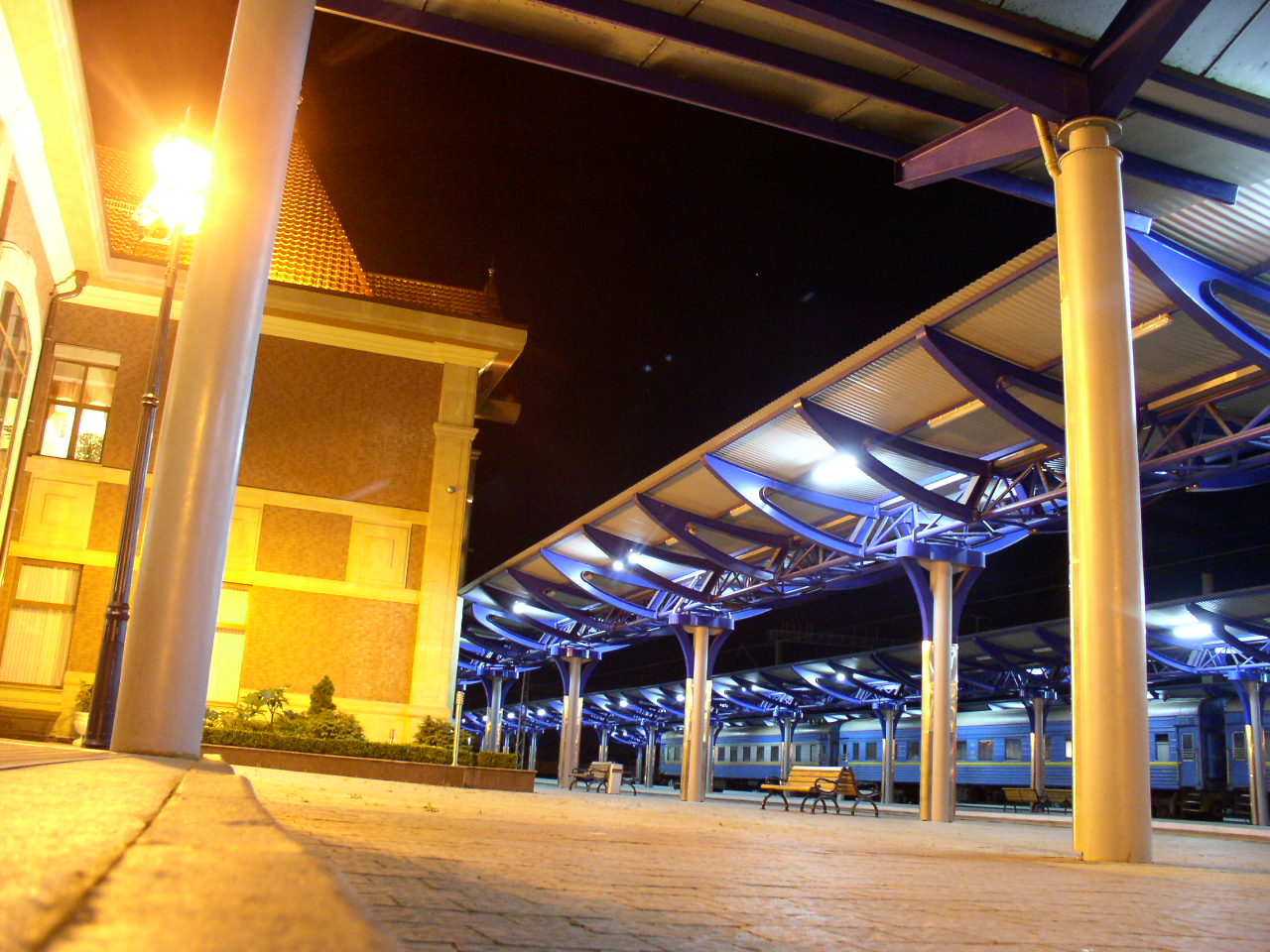
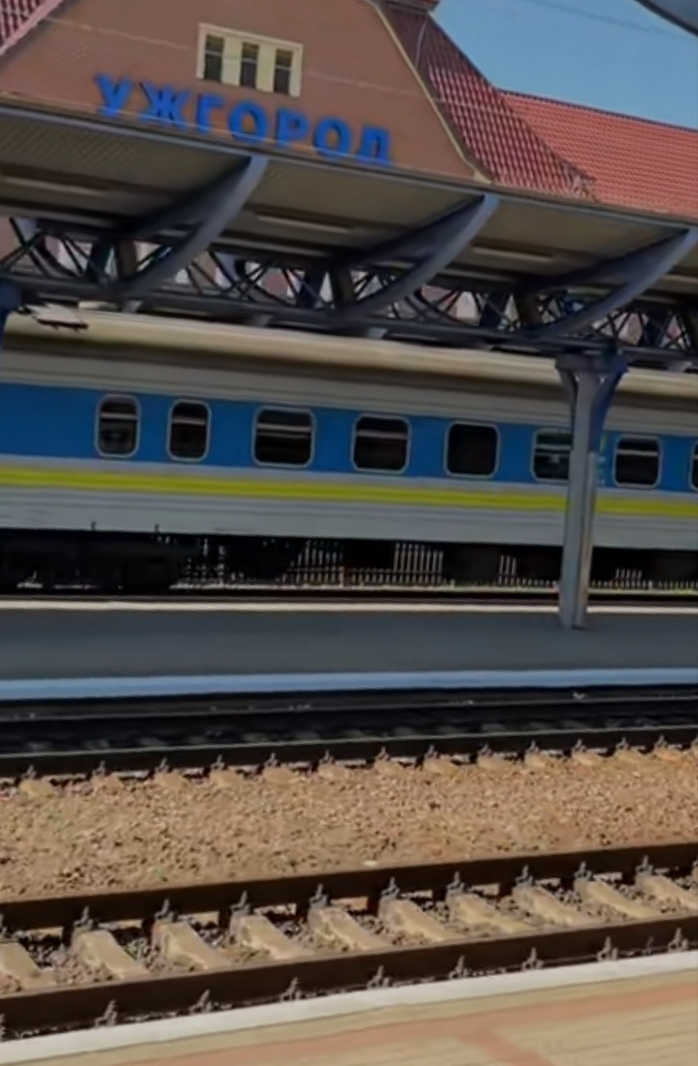
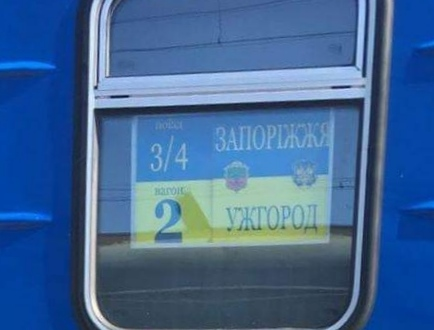
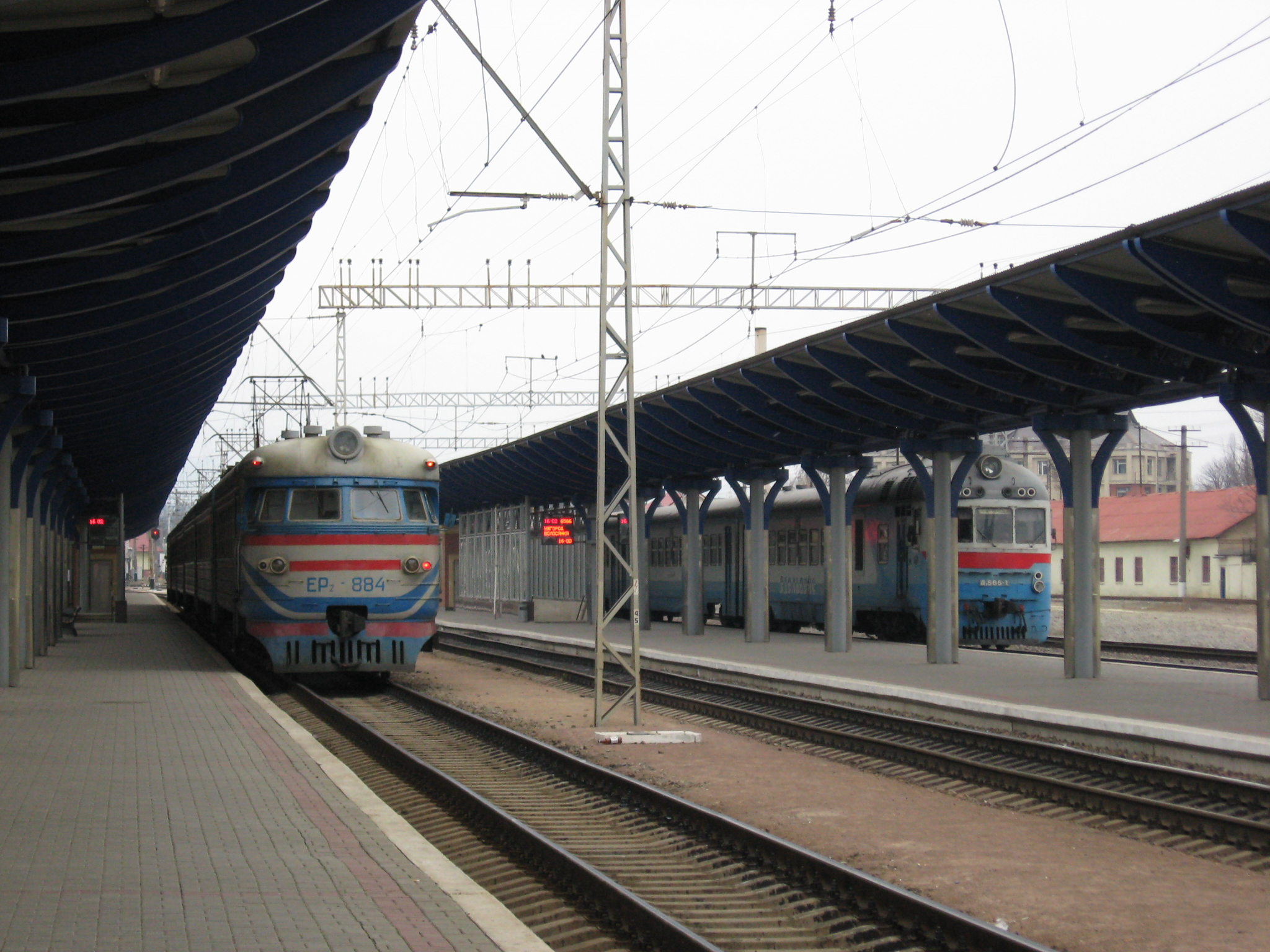

З 16 грудня 2018 року призначений нічний експрес № 3/4 сполученням Запоріжжя — Ужгород, який курсує через станції Дніпро-Головний, Біла Церква, Львів.
Приміські поїзди курсують до станцій:
- Волосянки-Закарпатської, Сянок, Турка;
- Мукачево (через Чоп, Батьово). На станції Батьово існує узгоджена пересадка на приміські поїзди до станцій Берегове, Виноградів-Закарпатський, Королево (щоденно);
- двічі на день курсує внутрішньоміський рейс Ужгород — Ужгород II із зупинкою на платформі ЛВЧ-5 (для підвезення залізничників до місця роботи).

| Рух поїздів по станції Ужгород |                     |                                                                                              |                                 |         |
| №                              | Маршрут сполучення  | Періодичність курсування                                                                     |                                 |         |
| Далеке сполучення              |                     |                                                                                              |                                 |         |
| 3/4 «Нічний експрес»           | Ужгород — Запоріжжя | Щоденно                                                                                      |                                 |         |
| 18/17 «Сковорода-Експрес»      | Ужгород — Харків    | По непарних числах                                                                           |                                 |         |
| 29/30 Нічний експрес»          | Ужгород — Київ      | Щоденно                                                                                      |                                 |         |
| 37/38 «Біла акація»            | Ужгород — Одеса     | Щоденно                                                                                      |                                 |         |
| 45/46                          | Ужгород — Харків    | По непарних числах, до російського вторгнення в Україну поїзд курсував до станції Лисичанськ |                                 |         |
| 60/59                          | Чоп — Київ          | Щоденно                                                                                      |                                 |         |
| 81/82 «Десна»                  | Ужгород — Київ      | Щоденно. В складі поїзда курсують вагони безпересадкового сполучення                         | Ужгород — Кам'янець-Подільський | Щоденно |
| 284/283                        | Ужгород — Київ      | За вказівкою                                                                                 |                                 |         |
| 367/368                        | Ужгород — Ковель    | По непарних числах                                                                           |                                 |         |
| 749/750 «Інтерсіті»            | Ужгород — Київ      | Щоденно                                                                                      |                                 |         |
| 830/829                        | Ужгород — Львів     | Щоденно, крім середи                                                                         |                                 |         |
| Приміське сполучення           |                     |                                                                                              |                                 |         |
| 6517/6518                      | Мукачево — Сянки    | Щоденно                                                                                      |                                 |         |
| 6541/6542                      | Сянки — Мукачево    | Щоденно                                                                                      |                                 |         |
| 6519/6520                      | Мукачево — Сянки    | Щоденно                                                                                      |                                 |         |
| 6545/6546                      | Сянки — Мукачево    | Щоденно                                                                                      |                                 |         |
| 6547/6548                      | Сянки — Мукачево    | Щоденно                                                                                      |                                 |         |
| 6523/6524                      | Мукачево — Сянки    | Щоденно                                                                                      |                                 |         |

23 серпня 2022 року «Укрзалізниця» запустила «Поїзд до Перемоги», в складі якого 7 пасажирських вагонів, розписаних кращими українськими митцями і курсує за маршрутом Київ — Ужгород. Кожен з вагонів присвячений тимчасово окупованим територіям України та людям, які чинять опір російським окупантам:
- Богдану Зізі, який облив синьо-жовтою фарбою міську адміністрацію в Євпаторії;
- мешканцям Енергодара, які беззахисні вийшли проти танків;
- захисникам Маріуполя;
- залізничникам, які евакуювали людей з Харківщини;
- лікарям з Луганщини, які рятували життя, залишаючись в окопах і підвалах;
- фермерам Миколаївщини, які збирали врожай на замінованих та палаючих полях;
- руху опору Херсонщини[5].

## Контактна інформація
- 88000, м. Ужгород, вул. Станційна, 9.
- Замовлення та оформлення групових пасажирських перевезень (08:00—17:00):  (0312) 69-31-77, 69-21-16
- Замовлення спеціального вагону для перевезення інвалідів (08:00—17:00):  (0312) 69-25-44, 69-37-09
- Замовлення агажних перевезень та замовлення автомобілевоза (08:00—17:00):  (0312) 69-29-61, 69-21-31
- довідкова інформація (цілодобово):  (0312) 69-29-62, 69-20-67.

## Галерея

Вокзал станції Ужгород
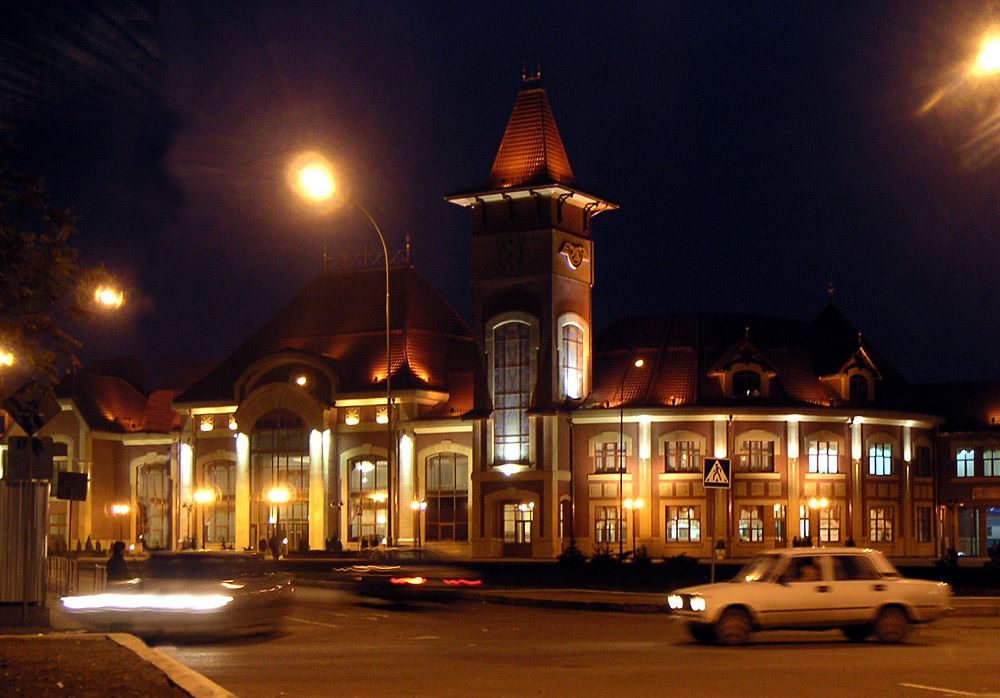
2004
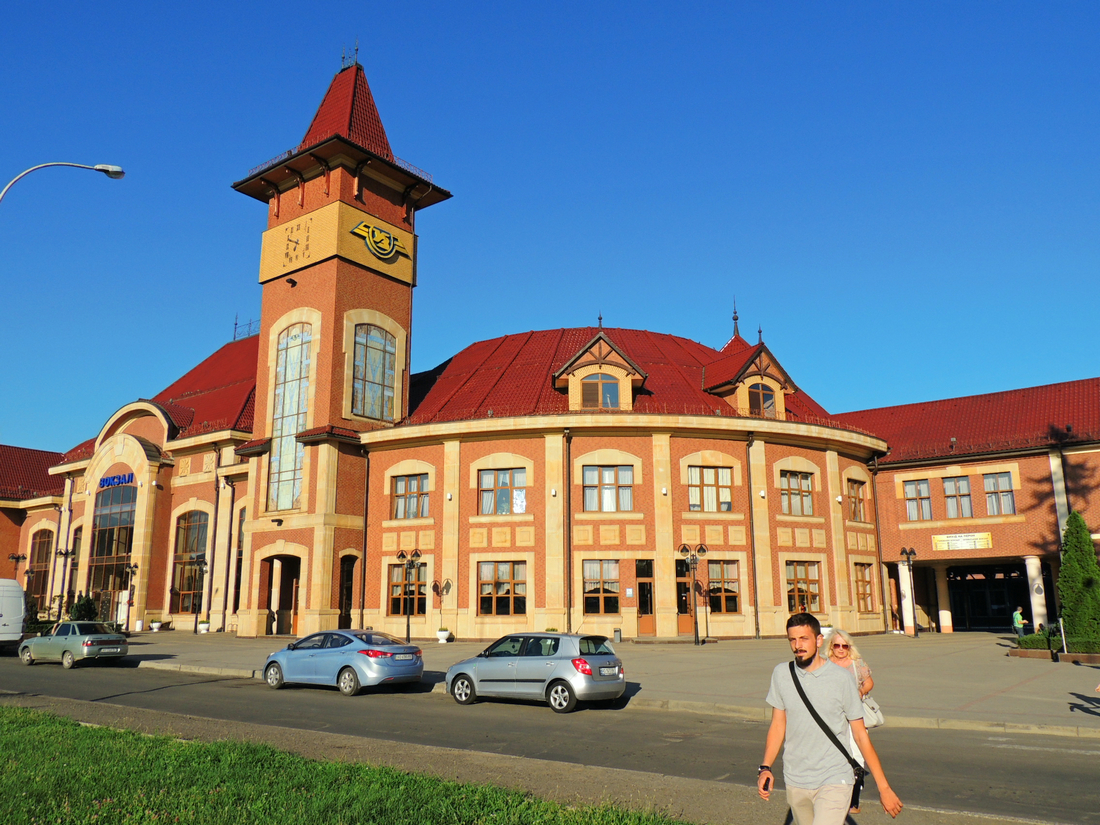
2017
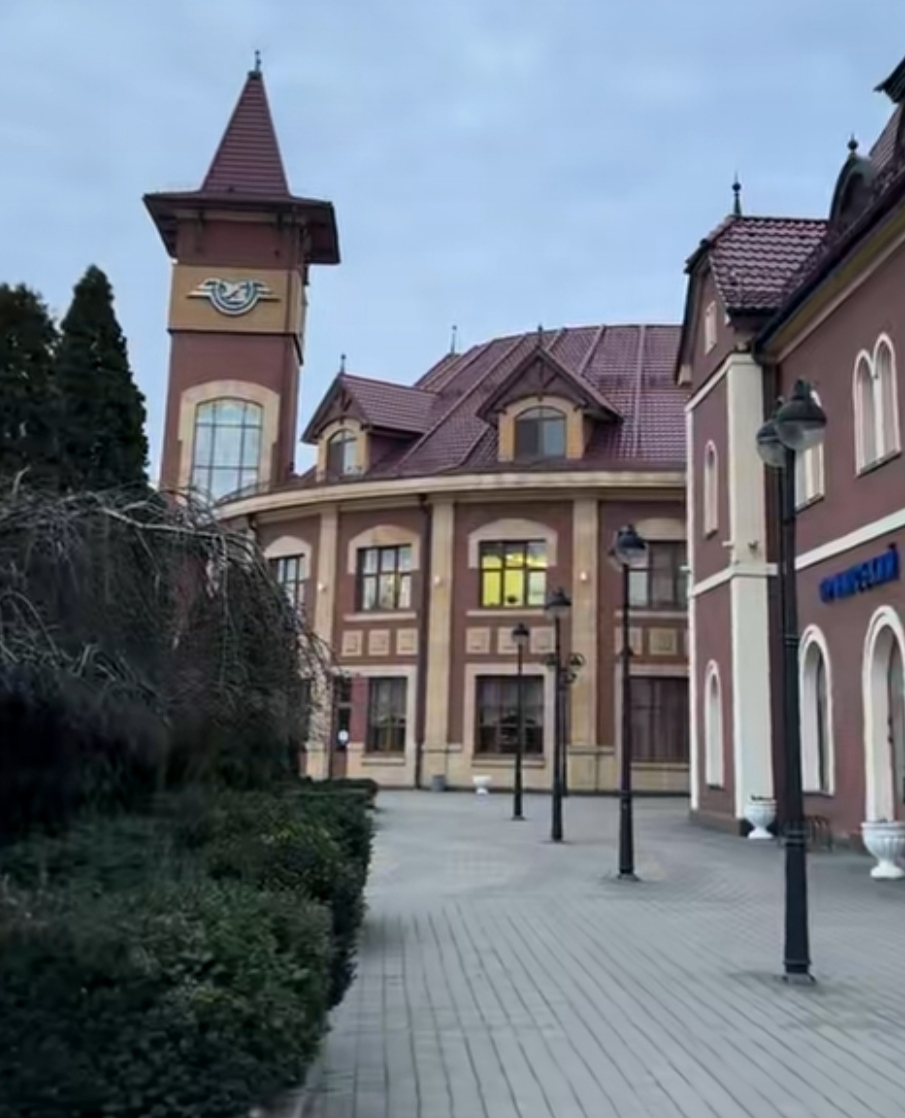
2024
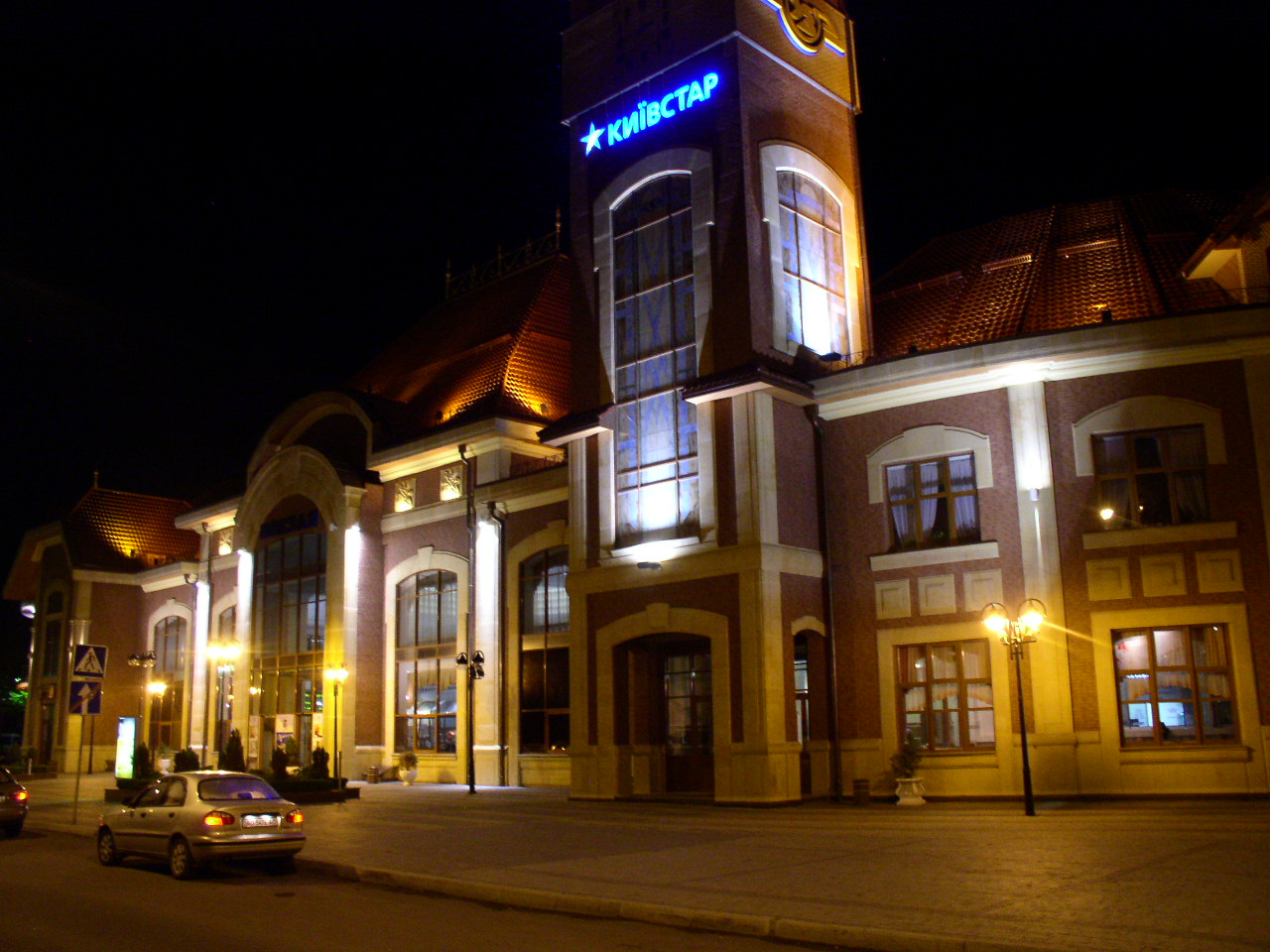
Вночі